# FERMT2
FERMT2‏ (Fermitin family member 2) هوَ بروتين يُشَفر بواسطة جين FERMT2 في الإنسان.